# Flug- und Fahrzeugwerke Altenrhein

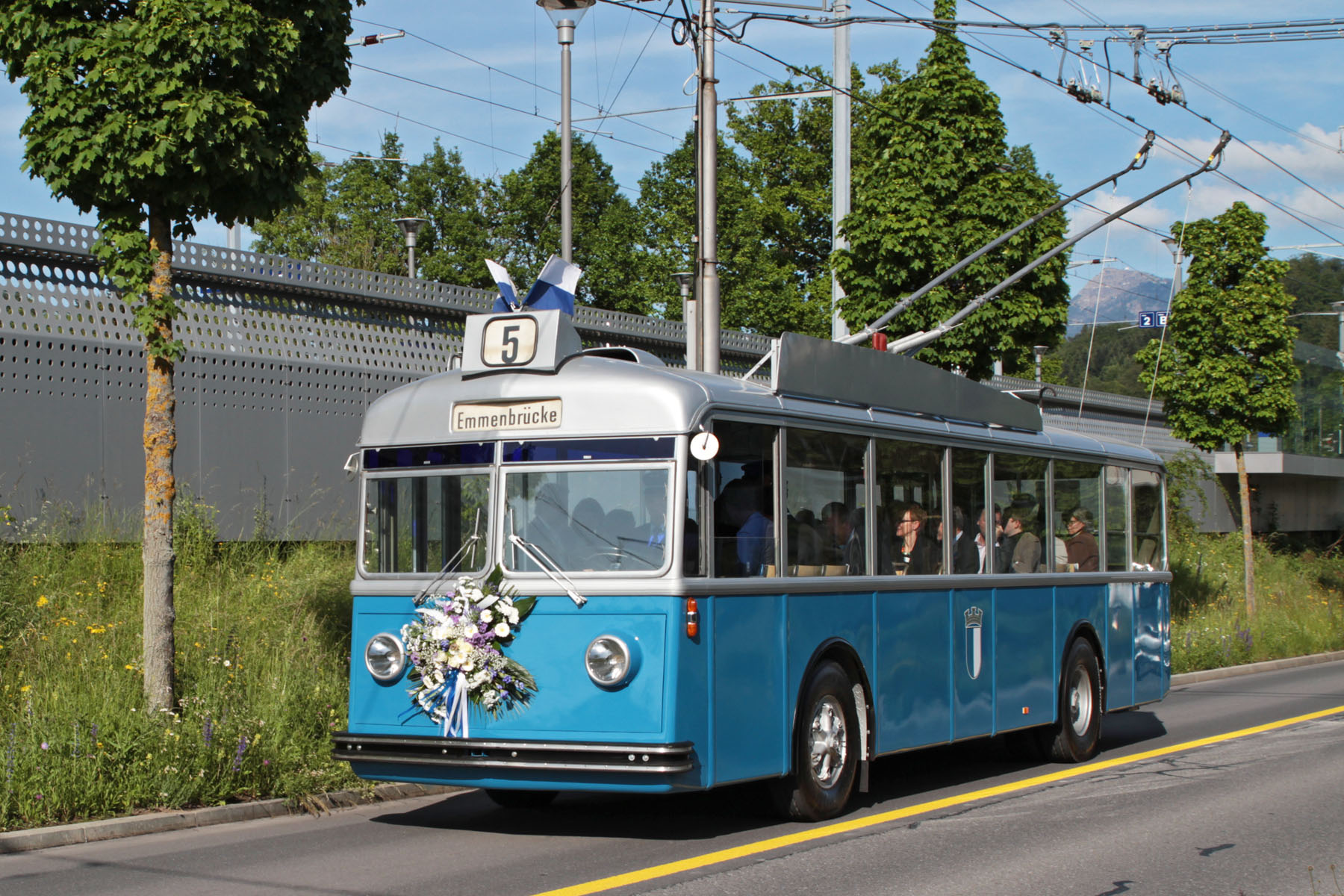
De in 1949 voor Luzern gebouwde Trolleybus met Karosserie van FFA

Flug- und Fahrzeugwerke Altenrhein AG (FFA) was een Zwitserse vliegtuig- en spoorwegmateriaal fabrikant gevestigd te Altenrhein. Het was oorspronkelijk onderdeel van Dornier Flugzeugwerke, maar werd in 1948 afgesplitst.
In de jaren na de Tweede Wereldoorlog produceerde FFA gevechtsvliegtuigen voor de Zwitserse luchtmacht, gebaseerd op Moraan-Saulnier ontwerpen als de D-3803. Deze werden uiteindelijk in dienst genomen vervangen door overtollige P-51 Mustangs.
In de jaren vijftig ontwikkelde FFA een straaljager, de P-16. Het veelbelovende P-16 project werd na twee ongevallen geannuleerd en Hawker Hunters werd gekocht. Ook het project voor een Bizjet SAAC-23 werd geannuleerd. In de jaren zestig bouwde het bedrijf de Diamant-serie zweefvliegtuigen.
De firma licentie-bouwde vele vliegtuigen voor Zwitsers gebruik, waaronder de De Havilland Vampire, de De Havilland Venom, Pilatus P-3, Dassault Mirage III en F-5 Tiger.
In 1987 werd de onderneming teruggekocht door Dornier.
Sinds 1997 worden er door Stadler Rail treinstellen gebouwd.